# Otto Ciliax
Otto Ciliax (Neudietendorf, 30 oktober 1891 - Lübeck-Travemünde, 12 december 1964) was een Duitse admiraal. Hij diende bij de Kaiserliche Marine tijdens de Eerste Wereldoorlog en de Kriegsmarine tijdens de Tweede Wereldoorlog. Hij is het meest bekend door zijn leiding tijdens de Tweede Wereldoorlog over Operatie Cerberus: het passeren van een door de Royal Navy in Het Kanaal opgezette blokkade door de slagschepen Scharnhorst en Gneisenau, de zware kruiser Prinz Eugen en escorterende schepen. Vanuit de Franse havenstad Brest wist deze vloot thuishavens in nazi-Duitsland te bereiken.